# Amanahyphes saguassu
Amanahyphes saguassu is een haft uit de familie Leptohyphidae. De wetenschappelijke naam van de soort is voor het eerst geldig gepubliceerd in 2006 door Salles & Molineri.
De soort komt voor in het Neotropisch gebied.